# Парламентарни избори в България (1880)
Парламентарните избори в България през 1880 година са редовни парламентарни избори проведени на 13 и 20 януари 1880 г. в Княжество България. Ниската избирателна активност в някои избирателни райони довежда до анулиране на резултатите и преизпълняване отново на изборите.

## Изборни резултати
Изборите за II ОНС са насрочени с Указ № 380 на княз Александър I Батенберг от 13 декември 1879 г. Изборите печели либералната партия с над 60% (на втория тур активността е 15,89%).
| Партия                    | Вот     | %      | Места | +/- |
| ------------------------- | ------- | ------ | ----- | --- |
| Либерална партия          | 181 839 | 63,58% | 109   | 21  |
| Консервативна партия      | 88 260  | 30,86% | 53    | 25  |
| Невалидни/празни бюлетини | 15 902  | 5,56   | (10)  |     |
| Общо                      | 286 000 | 100%   | 172   | 4   |